# Širjaicha
Širjaicha (in lingua russa Ширяиха) è una città situata in Russia, nell'Oblast' di Arcangelo, più precisamente nel Kargopol'skij rajon.
| Controllo di autorità | VIAF (EN) 137586190 |